# BMW B48
| B48                            | B48                            |
| ------------------------------ | ------------------------------ |
|                                |                                |
| Виробник:                      | BMW                            |
| Марка:                         | B48                            |
| Тип:                           | Чотирициліндровий двигун       |
| Робочий об'єм:                 | - 2,0 л (1998 куб.см) см3      |
| Максимальна потужність:        | 115–225 кВт (156–305 к.с.) кВт |
| Максимальний обертовий момент: | 270-450 Н⋅м Н·м                |
| Циліндрів:                     | 4                              |
| Клапанів:                      | 16                             |
| Хід поршня:                    | - 94,6 мм мм                   |
| Діаметр циліндра:              | - 82 мм мм                     |
| Ступінь стиску:                | 11:1                           |
| Система живлення:              | пряме впорскування             |
| Охолодження:                   | рідинне охолодження            |
| Газорозподільний механізм:     | DOHC                           |
| Матеріал блоку циліндрів:      | Алюміній                       |
| Матеріал ГБЦ:                  | Алюміній                       |
| Тактність (число тактів):      | 4                              |
| Червона зона:                  | 6500 об/хв                     |
| Рекомендоване паливо:          | Бензин                         |

BMW B48 — це рядний чотирициліндровий бензиновий двигун з турбонаддувом, вироблений виробником автомобілів BMW.
Разом із B38 (трициліндровий рядний двигун) і B58 (шестициліндровий рядний двигун) і двома дизельними двигунами B37 (трициліндровий) і B47 (чотирициліндровий), B48 є одним із модульних двигунів. Двигуни, представлені BMW в 2013/2014. Головним заводом з виробництва двигунів B38 і B48 є завод BMW у Мюнхені. Модульні двигуни використовуються як в моделях BMW, так і в моделях MINI. У результаті двигуни, раніше розроблені у співпраці між BMW і PSA Group, поступово замінюються в моделях MINI. Двигуни відповідають стандарту викидів EU6.

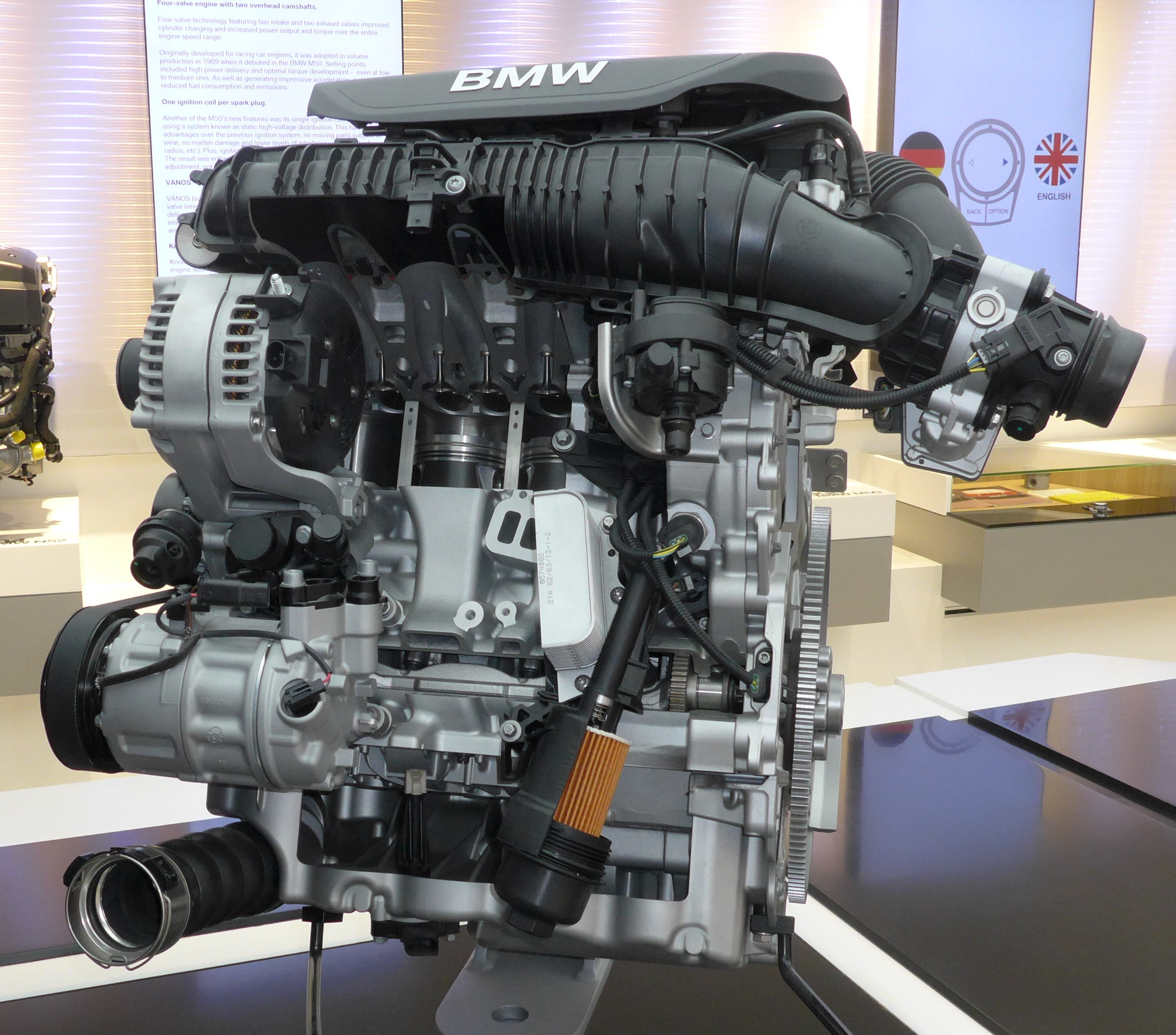
BMW B48 в музеї BMW

## Конструкція
BMW-B48 — це рядний чотирициліндровий двигун із турбонаддувом. Вхідний об’єм турбіни розділений таким чином, що потоки вихлопних газів циліндрів, які продуваються один за одним, направляються окремо, щоб зменшити протитиск вихлопних газів («TwinPower»). Крім того, B48 має безпосереднє впорскування, регулювання клапанів (Valvetronic) і регулювання розподільного вала. Масляний піддон і блок двигуна в «закритій конструкції» виготовлені з алюмінію, а стінки циліндра покриті твердим сплавом заліза товщиною 0,3 мм. Як і в M20, представленому в 1977 році, міжцентрова відстань циліндра становить 91 міліметр. Два балансирних вала використовуються для поглинання вібрацій другого порядку.
З другої половини 2017 року до середини 2018 року серія двигунів була послідовно та технічно переглянута в модельній серії (TÜ1/-M1/-O1/-T1). Розігрів, поведінка вихлопу та ефективність були покращені завдяки модифікованому вприскуванню та маршрутизації вихлопних газів та модифікованому управлінню температурою.
Подальша модифікація була використана в BMW 430i з липня 2021 року та в 230i Coupé з березня 2022 року: щоб мати можливість відповідати стандарту вихлопних газів EU7 (2025) із ще суворішими граничними значеннями викидів чадного газу, колектор був інтегрований у головку блоку циліндрів (ZIK, cylinder-head-integrated manifold), що дозволяє охолоджувати колектор безпосередньо охолоджувальною рідиною двигуна: це позитивно впливає на вихлопні гази та споживання завдяки менш насиченій суміші.

## Дані
| Тип двигуна | Об'єм         | Діаметр х хід поршня | Потужність при 1/хв              | Крутний момент при 1/хв | Транспортний засіб           |
| ----------- | ------------- | -------------------- | -------------------------------- | ----------------------- | ---------------------------- |
| B48B20U1    | 2.0L (1998cc) | 82,0 мм × 94,6 мм    | 115 кВт (156 к.с.) при 4500-6500 | 250 Нм при 1300-4300    | G20                          |
| B48B20U1    | 2.0L (1998cc) | 82,0 мм × 94,6 мм    | 120 кВт (163 к.с.) при 5000-6500 | 300 Нм при 1350-3700    | G20                          |
| B48A20U1    | 2.0L (1998cc) | 82,0 мм × 94,6 мм    | 131 кВт (178 к.с.) при 5000-5500 | 280 Нм при 1350-4200    | F40                          |
| B48B20M0    | 2.0L (1998cc) | 82,0 мм × 94,6 мм    | 135 кВт (184 к.с.) при 5000-6500 | 270 Нм при 1350-4600    | F30                          |
| B48B20M0    | 2.0L (1998cc) | 82,0 мм × 94,6 мм    | 135 кВт (184 к.с.) при 5000-6500 | 290 Нм при 1350-4250    | G30                          |
| B48B20M1    | 2.0L (1998cc) | 82,0 мм × 94,6 мм    | 135 кВт (184 к.с.) при 5000-6500 | 300 Нм при 1350-4000    | G20/G21/G22/G23/G26          |
| B48A20M1    | 2.0L (1998cc) | 82,0 мм × 94,6 мм    | 141 кВт (192 к.с.) при 5000-6000 | 280 Нм при 1250-4600    | F45/F46/F48                  |
| B48A20M1    | 2.0L (1998cc) | 82,0 мм × 94,6 мм    | 141 кВт (192 к.с.) при 4700-6000 | 280 Нм при 1250-4750    | MINI F55/F56/F57             |
| B48A20M1    | 2.0L (1998cc) | 82,0 мм × 94,6 мм    | 141 кВт (192 к.с.) при 5000-6000 | 280 Нм при 1350-4600    | MINI F54/F60                 |
| B48A20M1    | 2.0L (1998cc) | 82,0 мм × 94,6 мм    | 141 кВт (192 к.с.) при 5000-6000 | 280 Нм при 1350-4600    | X2 sDrive20i (F39)           |
| B48B20M1    | 2.0L (1998cc) | 82,0 мм × 94,6 мм    | 145 кВт (197 к.с.) при 4500-6500 | 320 Нм при 1450-4200    | Z4 sDrive20i                 |
| B48B20O1    | 2.0L (1998cc) | 82,0 мм × 94,6 мм    | 165 кВт (224 к.с.) при 5200-6500 | 310 Нм при 1400-5000    | F20                          |
| B48A20O1    | 2.0L (1998cc) | 82,0 мм × 94,6 мм    | 170 кВт (231 к.с.) при 5000-6000 | 350 Нм при 1250-4500    | F45/F48                      |
| B48A20O1    | 2.0L (1998cc) | 82,0 мм × 94,6 мм    | 170 кВт (231 к.с.) при 5200-6200 | 320 Нм при 1250-4800    | МІНІ F56                     |
| B48A20O1    | 2.0L (1998cc) | 82,0 мм × 94,6 мм    | 170 кВт (231 к.с.) при 5000-6000 | 350 Нм при 1450-4500    | MINI F54/F60                 |
| B48O1ZIK    | 2.0L (1998cc) | 82,0 мм × 94,6 мм    | 180 кВт (245 к.с.) при 4500-6500 | 400 Нм при 1600-4000    | G22 430i, G42 230i           |
| B48B20O0    | 2.0L (1998cc) | 82,0 мм × 94,6 мм    | 185 кВт (252 к.с.) при 5200-6500 | 350 Нм при 1450-4800    | F30/F31/G30                  |
| B48B20O1    | 2.0L (1998cc) | 82,0 мм × 94,6 мм    | 190 кВт (258 к.с.) при 5000-6500 | 400 Нм при 1550-4400    | G11/G12/G20/G21/G29/G32      |
| B48A20T1    | 2.0L (1998cc) | 82,0 мм × 94,6 мм    | 225 кВт (306 к.с.) при 5000-6250 | 450 Нм при 1750-4500    | MINI F54/F56/F60 F39/F40/F44 |

Технічні характеристики BMW 2 серії Active Tourer. Технічні характеристики BMW 2 серії Active Tourer, Специфікації MINI 3 Door, Специфікації MINI 5 Door, Специфікації виробництва MINI 3 Door, факти та цифри на BMW 4 серії купе, дані про 318i.

## Використання

### 115 кВт (156 к.с.)
- G20 як 318i (з 11/2019)

### 120 кВт (163 к.с.)
- G20 як 320e (з 03/2021)

### 131 кВт (178 к.с.)
- F39 як X2 SDrive20i (з 11/2020)
- F40 як 120i (з 11/2020)
- F45 як Active Tourer 220i (з 11/2020)
- F46 як Gran Tourer 220i (з 11/2020)
- F48 як X1 sDrive20i (з 11/2020)
- F56 (MINI) як MINI Cooper S 3-дверний (з 11/2020)
- F55 (MINI) як MINI Cooper S 5-дверний (з 11/2020)
- F57 (MINI) як MINI Cooper S Cabrio (з 11/2020)
- F54 (MINI) як MINI Cooper S Clubman (з 11/2020)
- F60 (MINI) як MINI Cooper S Countryman (з 07/2020)

### 135 кВт (184 к.с.)
- F20/F21 як 120i (08/2016 - 06/2019)
- F22/F23 як 220i (з 07/2016)
- F30/F31 як 320i (з 05/2015)
- F30 як 330e (з 03/2016)
- F32/F33/F36 як 420i (з 03/2016)
- G30 як 520i (з 07/2017)
- G30 як 530e (з 03/2017)
- G20 як 320i (з 03/2019)
- G20 як 330e (з 07/2019)
- G42 як 220i (з 09/2021)

### 141 кВт (192 к.с.)
- F39 як X2 sDrive20i (з 04/2018)

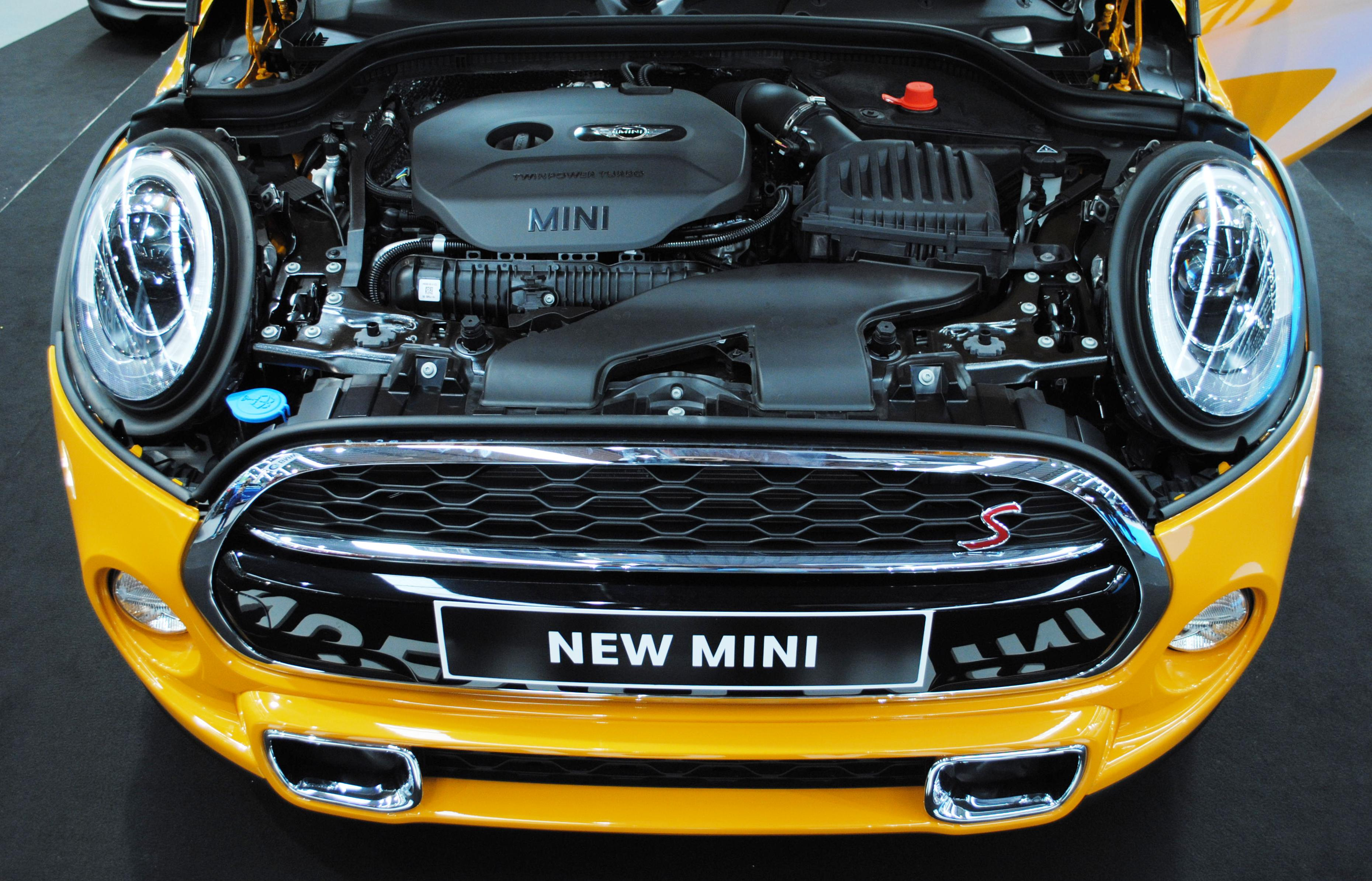
BMW B48 в Mini Cooper S 2014

- F45 як 220i Active Tourer (з 07/2018)
- F46 як 220i Gran Tourer (з 03/2018)
- F48 як X1 xDrive20i (з 10/2015)
- F56 (MINI) як MINI Cooper S 3-дверний [3] (з 03/2014)
- F55 (MINI) як MINI Cooper S 5-дверний [7] (з 07/2014)
- F57 (MINI) як MINI Cooper S Cabrio (з 03/2016)
- F54 (MINI) як MINI Cooper S Clubman (з 05/2015)
- F60 (MINI) як MINI Cooper S Countryman (з 02/2017)

### 145 кВт (197 к.с.)
- G29 як Z4 sDrive20i (з 03/2019)

### 165 кВт (224 к.с.)
- F20/F21 як 125i (07/2016 - 06/2019)

### 170 кВт (231 к.с.)
- F45 як 225i xDrive Active Tourer (з 02/2019)
- F48 як X1 xDrive25i (з 06/2015)
- F56 (MINI) як MINI John Cooper Works 3-дверний (з 03/2019)
- F54 (MINI) як MINI John Cooper Works Clubman (12/2016 - 05/2018)
- F60 (MINI) як MINI John Cooper Works Countryman (04/2017 - 05/2018)

### 180 кВт (245 к.с.)
- G22 як 430i (з 07/2021)
- G42 як 230i (з 03/2022)

### 185 кВт (252 к.с.)
- F22/F23 як 230i (з 07/2016)
- F30/F31 як 330i (з 05/2015)
- F32/F33/F36 як 430i (з 03/2016)
- G30 як 530i (з 02/2017)[8]

### 190 кВт (258 к.с.)
- G11/G12 як 730i/Li (02/2016 - 01/2019)
- G20/G21 як 330i (з 03/2019)
- G22 як 430i (10/2020 - 06/2021)
- G29 як Z4 sDrive30i (з 03/2019)
- G32 як 630i (з 11/2017)
- Toyota Supra A90 як GR Supra 2.0 (з 03/2020)
- Morgan Plus Four (з 2020)

### 195 кВт (265 к.с.)
- F40 як 128ti (з 11/2020)

### 225 кВт (306 к.с.)
- F40 як M135i (з 09/2019)
- F44 як M235i (з 03/2020)
- F39 як X2 M35i (з 02/2019)
- F56 (MINI) як MINI John Cooper Works GP (з 03/2020)
- F54 (MINI) як MINI John Cooper Works Clubman (з 05/2019)
- F60 (MINI) як MINI John Cooper Works Countryman (з 05/2019)